# Ächerlipass
Das Ächerli ist ein Schweizer Pass, der Wisserlen, einen Ortsteil der Gemeinde Kerns im Kanton Obwalden, mit Dallenwil im Kanton Nidwalden verbindet. Der niedrigste Punkt des Passes liegt auf einer Höhe von 1398 m ü. M., der höchste Punkt der Passstrasse liegt jedoch etwas weiter südlich bei einer Höhe von 1458 m ü. M. Die asphaltierte Strasse mit einer Gesamtlänge von gut 19,6 Kilometern weist eine Steigung bis zu 16 Prozent auf. Bis auf Ausweichstellen ist sie meist nur einspurig und recht schmal.

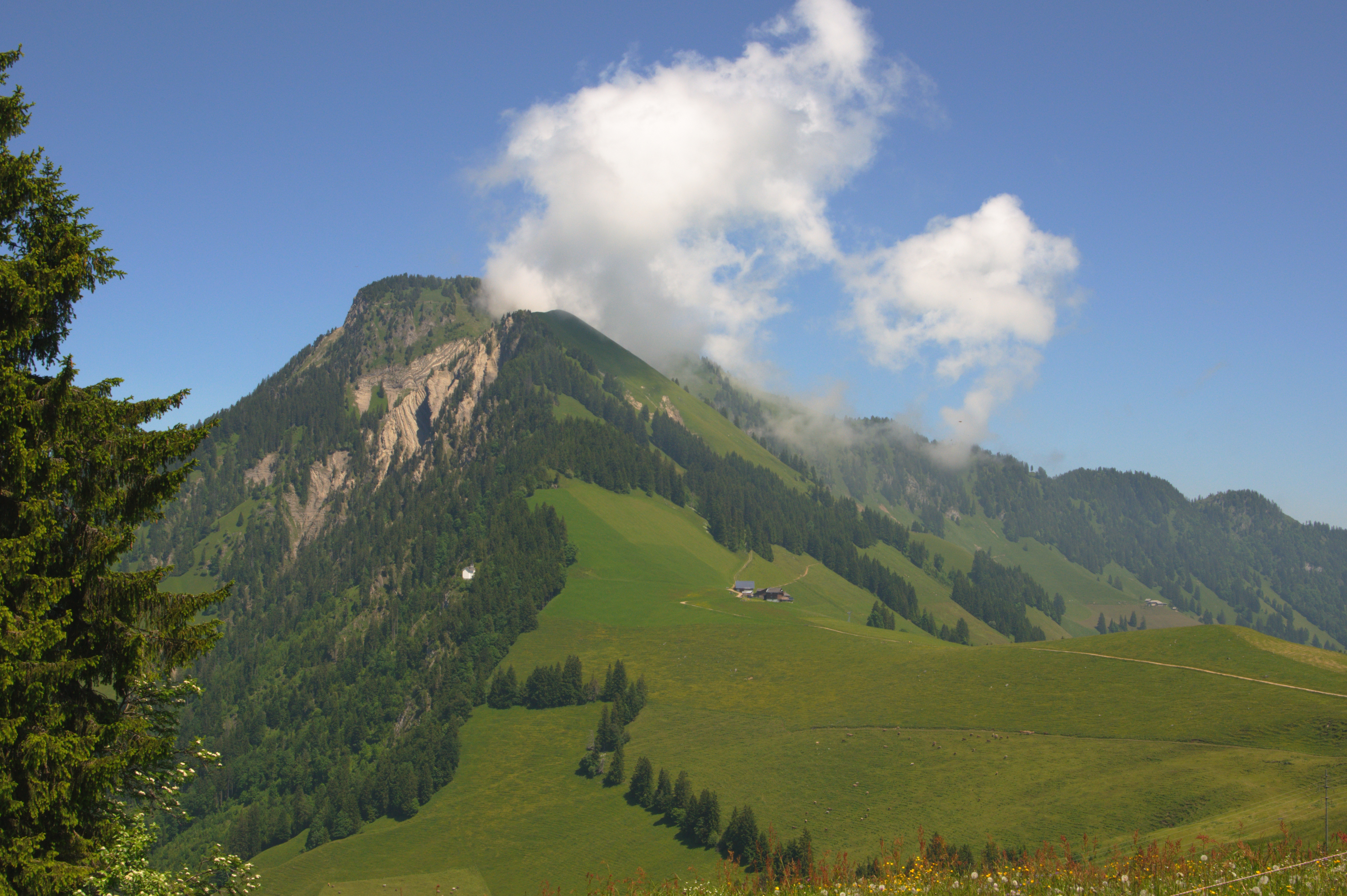
Blick vom Ächerlipass zum Stanserhorn

Von der Passstrasse aus sind Berge wie der Pilatus, die Rigi, das Stanserhorn, das Buochserhorn und der Gipfel des Titlis zu sehen.
Nördlich des Passes, auf dem Grat zum Stanserhorn (vgl. Bild links), steht die 1903/04 erbaute Holzwangkapelle auf 1443 m ü. M. Weiter unten, im Ortsteil Wiesenberg, steht die um 1754 erbaute Wallfahrtskapelle St. Maria. Sie steht an der Stelle einer schon im 14. Jahrhundert erwähnten Einsiedelei.